# Distretto del Siang Orientale
Il distretto del Siang Orientale è un distretto dell'Arunachal Pradesh, in India. Il suo capoluogo è Pasighat.